# Calle de Eguílaz
La calle de Eguílaz es una vía pública de la ciudad española de Madrid, situada en el barrio de Trafalgar, distrito de Chamberí.

## Descripción
La vía discurre desde la calle de Sagasta hasta la de Luchana. Honra con el título al escritor y autor dramático Dámaso Luis María Martínez de Eguílaz y Eguílaz (1830-1874), natural de Sanlúcar de Barrameda.
Aparece descrita en Las calles de Madrid (1889) de Hilario Peñasco de la Puente y Carlos Cambronero con las siguientes palabras:

Eguílaz. Comienza en la Ronda de Santa Bárbara, hoy calle de Sagasta, y termina en la de Luchana. Es de apertura moderna. Luis Eguílaz nació en Jerez de la Frontera en 1830. Poeta fácil y de talento, se dió á conocer con el apoyo que le prestó su amigo particular D. Eugenio Ochoa. Fué de los primeros escritores que quisieron, como sistema, llevar al teatro los problemas de la vida social. Verdades amargas y La cruz del matrimonio son buena prueba de ello. Las querellas del Rey Sabio, drama en verso, escrito en lenguaje arcaico, llamó mucho la atención, y es uno de los triunfos escénicos con que más encariñado estaba Eguílaz. Su punto de reunión era el antiguo café de la Iberia, en la Carrera de San Jerónimo. [...] Murió el 22 de Julio de 1874.
(Peñasco de la Puente y Cambronero, 1889, p. 205)